# Kaderimin Yazıldığı Gün
Kaderimin Yazıldığı Gün (en español: El día en que mi destino fue escrito), más conocida como Una parte de mí, es una serie de televisión turca de 2014 producida por O3 Medya y emitida por Star TV. Es una adaptación de la telenovela argentina Mujer comprada, escrita por Ligia Lezama.

## Trama
Una familia rica está esperando que su hijo favorito, Kahraman, les dé un heredero. Cuando su esposa, Defne, tiene dificultades para concebir, buscan un vientre de alquiler. Elif está desesperada por conseguir dinero y acepta arrendar su vientre, pero es engañada por la matriarca de la familia Yörükhan. Ella descubre que en realidad es la madre biológica del bebé y emprende una lucha por recuperar a su hijo. Las cosas se complican más por el amor que crece entre Elif y Kahraman, mientras que los Yörükhan se niegan a entregar a su heredero.

## Reparto
- Özcan Deniz como Kahraman Yörükhan.
- Hatice Şendil  como Elif Doğan Yörükhan / Zeynep Karakoyunlu.
- Begüm Kütük Yaşaroğlu como Defne Başer Yörükhan.
- Gürbey İleri como Kerem Serter.
- Gül Onat como Kıymet Yörükhan.
- Metin Çekmez como Ziya Yörükhan.
- Hale Soygazi como Neval.
- Deniz Türkali como Saadet.
- Hakan Meriçliler como Yakup Yörükhan.
- Goncagül Sunar como Şükran Yörükhan.
- Serdar Özer como Maksut Karakoyunlu.
- Bülent Düzgünoğlu como Halil.
- Berrin Arısoy como Meryem Yörükhan.
- Ayşenur Özkan como Canan Yörükhan.
- Güneş Hayat como Sultan Doğan.
- Almila Ada como Nehir Yörükhan.
- Sultan Elif Taş como Nazlı Doğan.
- Hasret Canan Tutuş como Aysel.
- Canan Topçu como Emine.
- Kemal Kocatürk como Mesut Doğan.
- Özhan Carda como Kadir.
- Anıl Altan como Selim Önder.
- Bennur Duyucu como Gülsüm.
- Ali Yerlikaya como Veysel.
- Doğanay Cireli como Ayşe.
- Mehmet Bozdoğan como Ibrahim.
- Burçin Birben como Celal.
- Çağlar Sayın como Furkan.
- Engin Yüksel como Durmuş Ali Doğan.
- Mehmet Tokat como Harun.
- Burçin Turhan como Deniz.
- Nihan Balyalı como Melek Karakoyunlu.
- Yeliz Başlangıç como Müjgan.
- Salih Demir Ural como Toprak Yörükhan.
- Armin Menteş / Alya Menteş como Ece Yörükhan.
- Sinan Tuzcu como Soner Kaya.

## Temporadas
| Temporada | Temporada | Episodios | Rango de episodios | Emisión original         | Emisión original        |
| Temporada | Temporada | Episodios | Rango de episodios | Inicio                   | Final                   |
| --------- | --------- | --------- | ------------------ | ------------------------ | ----------------------- |
|           | 1         | 34        | 1 - 34             | 14 de octubre de 2014    | 16 de junio de 2015     |
|           | 2         | 16        | 35 - 50            | 15 de septiembre de 2015 | 29 de diciembre de 2015 |

## Versiones
- Mujer comprada: Versión original realizada por Canal 11 (Telefe) en 1986, protagonizada por Mayra Alejandra y Arturo Puig.
- Mujer comprada: Adaptación realizada por TV Azteca en 2009, protagonizada por Andrea Martí y José Ángel Llamas.
- Radi lyubvi ya vsyo smogu (Ради любви я всё смогу): Adaptación realizada por 1+1 en 2015, protagonizada por Kristina Kazinskaya y Kirill Dytsevich.